# Anthony Ervin
Anthony Lee Ervin (ur. 26 maja 1981) – amerykański pływak, dwukrotny medalista olimpijski z Sydney, dwukrotny mistrz świata.
Specjalizował się w stylu dowolnym. Na igrzyskach w Sydney w 2000 triumfował – ex aequo z Garym Hallem Juniorem – na najkrótszym dystansie, 50 metrów. Obaj znajdowali się także w składzie srebrnej sztafety 4 × 100 metrów. Rok później, zwyciężył w dwóch konkurencjach na mistrzostwach świata w Fukuoce. Nie miał sobie równych na 50 i 100 metrów kraulem. Karierę zakończył w 2003. Treningi wznowił w 2011 roku. W 2012 wystartował w igrzyskach w Londynie, gdzie zajął piąte miejsce na 50 m stylem dowolnym. Na igrzyskach w Rio de Janeiro zdobył złoty medal na 50 m stylem dowolnym oraz w sztafecie 4 × 100 m stylem dowolnym.